# Þórður Guðjónsson
Þórður Guðjónsson (ur. 14 października 1973 w Akranes) – piłkarz islandzki grający na pozycji prawego pomocnika.

## Kariera klubowa
Guðjónsson rozpoczął piłkarską karierę w Akureyrar, a barwach którego w 1990 roku zadebiutował w pierwszej lidze islandzkiej. W 1991 roku przeszedł do Akraness, z którym grał w drugiej lidze i na koniec sezonu wywalczył awans. W 1992 Akranes jako beniaminek został mistrzem kraju, w 1993 roku powtórzył ten sukces i dołożył jeszcze Puchar Islandii. W tym drugim przypadku, Thordur zdobywając 19 goli w 18 meczach został królem strzelców ligi.
W 1994 roku Guðjónsson przeszedł do VfL Bochum, z którym wywalczył awans do Bundesligi. W niej zadebiutował 27 sierpnia w przegranym 0:3 meczu z Werderem Brema, ale w listopadzie doznał kontuzji i pauzował przez pół roku, a Bochum na koniec sezonu spadło z ligi. W drugiej lidze Guðjónsson z Bochum spędził tylko rok i w sezonie 1996/1997 ponownie występował w ekstraklasie Niemiec i zajął ze swoim klubem 5. miejsce.
Latem 1997 Guðjónsson przeszedł do belgijskiego Racingu Genk. W Genk miał pewne miejsce w wyjściowej jedenastce, w 1998 roku zdobył Puchar Belgii, a w 1999 roku został mistrzem Belgii. W 2000 roku Thordur przeszedł do hiszpańskiego UD Las Palmas, ale grał tam tylko na jesień, a rundę wiosenną spędził w Derby County, któremu pomógł utrzymać się w Premiership. W sezonie 2001/2002 Guðjónsson grał w Preston North End, ale wystąpił w nim tylko w 7 spotkaniach First Division.
W 2002 roku Guðjónsson wrócił do Bochum. W sezonie 2002/2003 był podstawowym zawodnikiem i zajął z VfL 9. miejsce w Bundeslidze, ale w kolejnych 2 sezonach grał coraz mniej i był głównie rezerwowym. W sezonie 2003/2004 zajął z Bochum 5. miejsce, a zimą 2005 przeszedł do Stoke City F.C., w którym wystąpił tylko w 2 ligowych meczach. W 2006 roku przed rozpoczęciem sezonu w ojczyźnie Thordur został zakontraktowany przez ÍA Akranes, gdzie grał do 2008 r.
| Sezon   | Klub              | Kraj      | Rozgrywki                    | Mecze | Bramki |
| ------- | ----------------- | --------- | ---------------------------- | ----- | ------ |
| 1990    | Akureyrar         | Islandia  | Landsbankadeildin            | 16    | 2      |
| 1991    | Akraness          | Islandia  | 1. deild karla               | 17    | 11     |
| 1992    | Akraness          | Islandia  | Landsbankadeildin            | 18    | 6      |
| 1993    | Akraness          | Islandia  | Landsbankadeildin            | 18    | 19     |
| 1993/94 | VfL Bochum        | Niemcy    | 2. Bundesliga                | 16    | 3      |
| 1994/95 | VfL Bochum        | Niemcy    | Bundesliga                   | 16    | 3      |
| 1995/96 | VfL Bochum        | Niemcy    | 2. Bundesliga                | 28    | 3      |
| 1996/97 | VfL Bochum        | Niemcy    | Bundesliga                   | 13    | 1      |
| 1997/98 | Racing Genk       | Belgia    | Eerste Klasse                | 33    | 9      |
| 1998/99 | Racing Genk       | Belgia    | Eerste Klasse                | 28    | 9      |
| 1999/00 | Racing Genk       | Belgia    | Eerste Klasse                | 31    | 9      |
| 2000/01 | UD Las Palmas     | Hiszpania | Primera División             | 8     | 1      |
| 2000/01 | Derby County      | Anglia    | Premiership                  | 10    | 1      |
| 2001/02 | Preston North End | Anglia    | First Division               | 7     | 0      |
| 2002/03 | VfL Bochum        | Niemcy    | Bundesliga                   | 29    | 3      |
| 2003/04 | VfL Bochum        | Niemcy    | Bundesliga                   | 12    | 0      |
| 2004/05 | VfL Bochum        | Niemcy    | Bundesliga                   | 3     | 0      |
| 2004/05 | Stoke City F.C.   | Anglia    | Football League Championship | 2     | 0      |
| 2005/06 | Stoke City F.C.   | Anglia    | Football League Championship | 0     | 0      |
| 2006    | Akraness          | Islandia  | Landsbankadeildin            | 13    | 1      |
| 2007    | Akraness          | Islandia  | Landsbankadeildin            | 11    | 4      |
|         |                   |           | Łącznie w Landsbankadeildin  | 65    | 28     |
|         |                   |           | Łącznie w Bundeslidze        | 73    | 4      |
|         |                   |           | Łącznie w Jupiler League     | 92    | 27     |
|         |                   |           | Łącznie w Primera División   | 8     | 1      |
|         |                   |           | Łącznie w Premiership        | 10    | 1      |

## Kariera reprezentacyjna
W reprezentacji Islandii Guðjónsson zadebiutował 8 września 1993 roku w wygranym 1:0 meczu z Luksemburgiem, rozegranym w ramach eliminacji do MŚ w USA. W swojej karierze ma też za sobą występy w eliminacjach do Euro 96, MŚ 1998, Euro 2000, MŚ 2002 oraz Euro 2004. Karierę reprezentacyjną zakończył w 2004 roku. W kadrze Islandii rozegrał 58 meczów i strzelił 13 goli.

## Ciekawostki
- Ojciec Þórðura, Guðjón Þórðarsson był piłkarzem, a także trenerem piłkarskim. Także obaj bracia uprawiają piłkę nożną. Średni z nich Bjarni występuje z Thordurem w Akranes, natomiast najmłodszy z nich, Jóhannes obecnie jest zawodnikiem Burnley F.C.